# Àgave (nereida)
Àgave (en grec antic Ἀγαυή) va ser segons la mitologia grega, una de les cinquanta Nereides, filla de Nereu i de Doris, una nimfa filla d'Oceà i de Tetis. Tenia un únic germà, Nèrites.
És una de les dotze nereides que apareixen simultàniament a les quatre llistes dels autors que en donen els noms: Apol·lodor, Hesíode, Homer i Gai Juli Higí
Homer diu que ella i trenta-dues nereides més van pujar des del fons de l'oceà per arribar a les platges de Troia i plorar, juntament amb Tetis la futura mort d'Aquil·les